# Местаново
Места́ново — деревня в Бегуницком сельском поселении Волосовского района Ленинградской области.

## История
Впервые упоминается в Писцовой книге Водской пятины за 1504/1505 год:
В Замостском погосте волость Местаново Богдана Есипова. А в старых книгах та волость расписана на двое, а ныне списана в одно место.
Отдано в той волости […].
Упоминается как деревня Mestanova By в Заможском погосте в шведских «Писцовых книгах Ижорской земли» 1618—1623 годов.
На карте Ингерманландии А. И. Бергенгейма, составленной по шведским материалам 1676 года, обозначена как деревня Måstinowa.
На шведской «Генеральной карте провинции Ингерманландии» 1704 года — как деревня Mestinowabÿ.
Деревня Местаново упомянута на карте Ингерманландии А. Ростовцева 1727 года.
Как деревня Мястинова она обозначена на «Географическом чертеже Ижорской земли» Адриана Шонбека 1705 года.
На карте Санкт-Петербургской губернии Я. Ф. Шмидта 1770 года — как деревня Месталово.
Деревня являлась вотчиной императора Александра I из которой в 1806—1807 годах были выставлены ратники Императорского батальона милиции.

МЕСТАНОВО — деревня принадлежит государю великому князю Михаилу Павловичу, число жителей по ревизии: 62 м. п., 76 ж. п. (1838 год)

Как деревня Местново из 40 дворов она обозначена на карте Ф. Ф. Шуберта 1844 года.

МЕСТАНОВО — деревня Ораниенбаумского дворцового правления, по просёлочной дороге, число дворов — 23, число душ — 69 м. п. (1856 год)

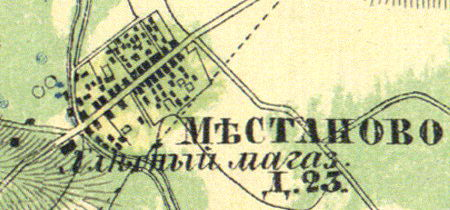
План деревни Местаново. 1860 год

Согласно «Топографической карте частей Санкт-Петербургской и Выборгской губерний» 1860 года деревня Местаново состояла из 23 крестьянских дворов и хлебозапасного магазина.

МЕСТАНОВО — деревня Ораниенбаумского дворцового ведомства при колодцах, по левую сторону Нарвского шоссе, в 53 верстах от Петергофа, число дворов — 24, число жителей: 71 м. п., 69 ж. п. (1862 год)

Сборник Центрального статистического комитета описывал деревню так:

МЕСТАНОВА — деревня бывшая владельческая, дворов — 31, жителей — 170. Школа, лавка. (1885 год)

В конце XIX века деревня административно относилась к Бегуницкой волости 1-го стана Петергофского уезда Санкт-Петербургской губернии, в начале XX века — 2-го стана.
По данным «Памятной книжки Санкт-Петербургской губернии» за 1905 год 166 десятин земли в деревне принадлежали «Обществу крестьян деревни Местаново».
С 1917 по 1923 год деревня Местаново входила в состав Местановского сельсовета Бегуницкой волости Петергофского уезда.
С 1923 года в составе Гатчинского уезда.
Согласно данным переписи населения СССР 1926 года в деревне Местаново Местановского сельсовета Бегуницкой волости Троцкого уезда проживали 187 человек, большинство русские, а также финны.
С 1927 года в составе Волосовского района.
По данным 1933 года деревня Местаново являлась административным центром Местановского сельсовета Волосовского района, в который входили 10 деревень: Власово, Зябицы, Коростовицы, Корстолово, Лашковицы, Местаново, Радицы, Рукулицы, Труново, Тяглицы, общей численностью населения — 1800 человек.
По данным 1936 года в состав Местановского сельсовета входили 10 населённых пунктов, 356 хозяйств и 7 колхозов.

План деревни Местаново. 1938 год

Согласно топографической карте 1938 года деревня насчитывала 34 двора, в ней находились сельсовет и школа.
C 1 августа 1941 года по 31 декабря 1943 года деревня находилась в оккупации.
С 1963 года в составе Кингисеппского района.
С 1965 года вновь в составе Волосовского района. В 1965 году население деревни Местаново составляло 128 человек.
По данным 1966 года деревня Местаново также находилась в составе Местановского сельсовета и являлась его административным центром.
По административным данным 1973 и 1990 годов деревня Местаново входила в состав Бегуницкого сельсовета.
В 1997 году в деревне Местаново проживали 86 человек, в 2002 году — 71 человек (русские — 93 %), в 2007 году — 112.

## География
Деревня расположена в северной части района на автодороге 41К-014 (Волосово — Керново), к северу от автодороги А180 (E 20) «Нарва» и административного центра поселения, деревни Бегуницы.
Расстояние до административного центра поселения — 6 км.
Расстояние до районного центра — 25 км.
Расстояние до ближайшей железнодорожной станции Волосово — 33 км.

## Демография
| 1838 | 1862 | 1885 | 1965 | 1997 | 2002 | 2007 |
| ---- | ---- | ---- | ---- | ---- | ---- | ---- |
| 138  | ↗140 | ↗170 | ↘128 | ↘86  | ↘71  | ↗112 |
| 2010 | 2017 |      |      |      |      |      |
| ↗113 | ↘62  |      |      |      |      |      |

### Национальный состав
Согласно данным Всероссийской переписи населения 2021 года в деревне проживали 56 человек, из них:
 русские — 43, украинцы — 4, таджики — 3, казахи — 1, узбеки — 1, другие национальности — 1 человек, остальные национальность не указали.

## Известные уроженцы
- Георгий Михайлович Егоров (1918—2008) — советский военачальник, начальник Главного штаба Военно-Морского флота СССР, Герой Советского Союза, Адмирал флота